# Katanaikanahalli, Molakalmuru
Katanaikanahalli là một làng thuộc tehsil Molakalmuru, huyện Chitradurga, bang Karnataka, Ấn Độ.